# Beloit (Kansas)
Beloit és una població dels Estats Units a l'estat de Kansas. Segons el cens del 2000 tenia 4.019 habitants.

## Demografia
Segons el cens del 2000, Beloit tenia 4.019 habitants, 1.623 habitatges, i 994 famílies. La densitat de població era de 390,9 habitants per km².
Dels 1.623 habitatges en un 27,5% hi vivien nens de menys de 18 anys, en un 52,9% hi vivien parelles casades, en un 5,3% dones solteres, i en un 38,7% no eren unitats familiars. En el 34,4% dels habitatges hi vivien persones soles el 17,2% de les quals corresponia a persones de 65 anys o més que vivien soles. El nombre mitjà de persones vivint en cada habitatge era de 2,26 i el nombre mitjà de persones que vivien en cada família era de 2,93.
Per edats la població es repartia de la següent manera: un 24,3% tenia menys de 18 anys, un 10,9% entre 18 i 24, un 22,3% entre 25 i 44, un 21,2% de 45 a 60 i un 21,3% 65 anys o més.
L'edat mediana era de 40 anys. Per cada 100 dones de 18 o més anys hi havia 92,7 homes.
La renda mediana per habitatge era de 33.227 $ i la renda mediana per família de 43.030 $. Els homes tenien una renda mediana de 26.099 $ mentre que les dones 20.694 $. La renda per capita de la població era de 17.713 $. Entorn del 5,5% de les famílies i el 8,9% de la població estaven per davall del llindar de pobresa.

## Poblacions més properes
El següent diagrama mostra les poblacions més properes.